# Daniel Buglione
Daniel Alberto Buglione (nacido el 9 de diciembre de 1947 en Buenos Aires) es un exfutbolista de Argentina, formado en las categorías inferiores del Club Atlético Huracán, donde se consagró campeón con el equipo del 73. Jugó un total de 129 partidos y anotó 4 goles. En el año 1974 fue transferido al Tigres de México, club en el que jugó durante 3 años, tras lo cual una lesión determinó su retiro del fútbol.

## Clubes

### Como jugador
| Club                  | País      | Año         |
| --------------------- | --------- | ----------- |
| Club Atlético Huracán | Argentina | 1969 - 1974 |
| Tigres de México      | México    | 1974 - 1977 |

### Como técnico
| Club                  | País      |
| --------------------- | --------- |
| All Boys              | Argentina |
| Inferiores de Huracán | Argentina |